# 返校 (電影)
《返校》是一部於2019年上映的臺灣校園懸疑歷史驚悚片。改編自赤燭遊戲的同名電腦遊戲《返校》，由華納兄弟發行。此電影由徐漢強執導，王淨、傅孟柏、曾敬驊、蔡思及朱宏章主演，該電影講述在1962年的臺灣白色恐怖時期的山區高中裡，一群不願服從威權體制的左派份子受到政府懲治的故事。兩名學生在夜間試圖逃離學校時，逐漸發現一連串事件的真相。
電影於2019年9月20日在臺灣上映。本片在第56屆金馬獎獲得十二項提名，為該屆入圍獎項最多的作品；並獲得最佳新導演、改編劇本、視覺效果、美術設計及原創電影歌曲五個獎項，亦在第39屆香港電影金像獎獲得最佳亞洲華語電影的提名。該片並未在中國大陸上映，但在台灣以外地區如香港、新加坡、馬來西亞、印尼和韓國等地取得了票房成功；該片也入選2020年鹿特丹國際影展官方單元。

## 劇情
1962年，正值臺灣白色恐怖時期，當時中國國民黨領導的蔣中正政府以防止共產主義滲透等理由頒布臺灣省戒嚴令，路上舉目皆是反共標語，國民黨政府亦鼓勵人民告密檢舉匪諜，並嚴禁私自結黨。同時為了管制言論思想，中華民國政府將許多書籍列為禁書，禁書類別甚廣且認定標準不一，例如諾貝爾文學獎得主詩人泰戈爾的《飄鳥集》即是其一。但在這樣的高壓環境下，仍有許多人在臺灣各個角落暗中舉辦讀書會，追尋自由。
颱風夜，翠華中學三年級的方芮欣在昏暗的教室醒來，在尋找張明暉老師的途中遇到了二年級的學弟魏仲廷，兩人走到校門口卻發現溪水暴漲，於是回到校園中繼續找尋張老師。但學校渺無人跡，校舍中貼滿了臺灣省政府查封的封條與臺灣喪葬的示喪紙「忌中」。他們發現事件並不單純，並逐漸想起過去所發生的悲劇。
翠華中學美術老師兼任輔導教師張明暉在校內儲藏室創辦了讀書會閱讀禁書、成員包括音樂老師殷翠涵、學生魏仲廷等人。另一方面方芮欣因為家庭失和使學業成績受到影響，殷翠涵便引介她給張明暉，希望張明暉能輔導方芮欣走出低潮，孰料在密切的心理輔導之下，方芮欣與張明暉意外產生了師生戀，張明暉並親手做了一條白鹿項鍊贈與方芮欣。
一日早晨，方芮欣的母親李妙子懷疑丈夫方道勤有外遇，卻遭到方道勤家暴，情緒失控的李妙子不斷念佛，並向菩薩許下希望方道勤消失的願望。方芮欣到校後，先前因壓力過大而在《校史》中的歷任校長肖像上塗鴉一事，被負責管理秩序兼任校園思想控制的軍訓教官白國鋒知道，白教官希望方芮欣不要給她即將升官的父親添麻煩，並表明有任何問題可以找教官商量。朝會升旗典禮時，教師黃又新因涉及「顛覆國家」罪嫌，被中華民國憲兵當眾拘捕，引起騷動，也使白教官對校內所有老師展開調查。當晚，方芮欣與張明暉兩人在校外幽會，方芮欣在紙上畫出琴鍵，教他彈奏《雨夜花》。方芮欣返家後，發現父親遭憲兵隊逮捕，父親要方芮欣讓母親通知白教官，在他離開後，方芮欣才知道父親之所以被捕，正是因為母親的檢舉。
幾日後，殷翠涵注意到張明暉和方芮欣過從甚密，提醒他應該謹言慎行，以免讓方芮欣陷入危險，不久，張明暉就跟方芮欣提出分手，方芮欣因偷聽到殷翠涵與張明暉的對話，誤以為是殷翠涵對張明暉也有愛意，想要拆散自己跟張明暉。方芮欣一來希望白教官救回父親，二更希望「情敵」殷翠涵因閱讀禁書而遭校方解聘，便利用對自己有好感的魏仲廷，取得讀書會的證據並向白國鋒檢舉。白國鋒並未對方芮欣的要求有具體承諾，只說：「國家會感謝你的。」
臺灣警備總司令部派員到校，包括張明暉在內的所有讀書會成員皆被拘捕，有的被處決，有的死於刑求，連借儲藏室鑰匙給讀書會的工友也被虐殺。張明暉在臨刑前囑咐魏仲廷要活下去，記住這一切有多得來不易，因為自由終會來臨。之後張明暉被依叛亂罪槍決，魏仲廷聽從建議，招供以保住性命；方芮欣則因愧疚難耐，在禮堂舞臺上自縊身亡，以死向枉死孤魂謝罪。开头中的魏仲廷和方芮欣所在的翠华中学是处于阴间地府似的空间，充满着阴间地府的鬼物；俩人其实是以灵魂的状态困在此空间。恢复记忆，发现事实真相的方芮欣决定拯救被阴间鬼魂抓捕的魏仲廷，让他重返阳间以让在阳间监狱里垂死的魏仲廷恢复生机。
多年後，魏仲廷因解嚴而赦免出獄，他克服了恐懼，到張明暉的墳上祭掃後「返校」，到即將拆除的翠華中學，將張明暉的絕筆信與定情之物白鹿項鍊，交給了方芮欣的靈魂，并向她表示他会永远记得方芮欣。

## 演員
| 演員   | 角色         | 簡介 |
| 王淨   | 方芮欣       | 翠華中學學生 三年級，因家中因素而接受了張明暉的心理輔導，在過程中漸漸地跟張明暉產生了超越師生的情愫。           |
| 曾敬驊 | 魏仲廷       | 翠華中學學生（學生時期） 二年級，對方芮欣有著特別的情感，因把禁書書單拿給方芮欣而讓讀書會被查封。               |
| 雲中   | 魏仲廷       | 中年時期 25年後因政府宣布解嚴而被釋放，在學校即將被拆除之前回到了翠華中學拿取張明暉要給方芮欣的信以及白鹿項鍊。 |
| 傅孟柏 | 張明暉       | 翠華中學教師 專任美術兼方芮欣的輔導老師，跟方芮欣有著一段師生戀的關係。讀書會的老師。                           |
| 蔡思   | 殷翠涵       | 翠華中學教師 充滿理想、思想前進的女老師。與張明暉組織讀書會。                                                   |
| 朱宏章 | 白國鋒       | 翠華中學教官 陸軍中校。威權體制的象徵。                                                                         |
| 潘親御 | 游聖傑       | 翠華中學學生 讀書會成員，喜愛操弄布袋戲偶。                                                                     |
| 李冠毅 | 黃文雄       | 翠華中學學生 讀書會成員。                                                                                       |
| 劉育仁 | 張旭昌       | 翠華中學學生 讀書會成員。                                                                                       |
| 李沐   | 周欣         | 翠華中學學生 讀書會成員。                                                                                       |
| 陳標隸 | 阿貓(李至豪) | 翠華中學學生 讀書會成員。                                                                                       |
| 劉士民 | 高雨新       | 翠華中學校工 暗中出借儲藏室鑰匙供讀書會使用。                                                                   |
| 夏靖庭 | 方道勤       | 方芮欣父親 陸軍上校。與白國鋒熟識。                                                                             |
| 張本渝 | 李妙子       | 方芮欣母親 和丈夫感情不睦。                                                                                     |
| 王可元 | 黃又新       | 翠華中學教師 於朝會升旗時遭憲兵押走的老師。                                                                     |

## 製作
2017年6月21日，影一製作所確認取得同名遊戲《返校》的電影拍攝版權，由第40屆金鐘獎導演徐漢強執導，監製李烈表示劇情本身還是以「人」作為出發點，別因「白色恐怖」這樣的背景，而誤將重點放到了政治議題上。片中的「翠華中學」實際地點在屏東縣潮州鎮，是早已於2001年停招的志成工商；劇組在校園駐守了4個月，也找來附近學校學生當臨時演員。
2019年6月19日，導演徐漢強表示：「《返校》電影版是以『完全忠於原作精神、故事背景和主線劇情』的方式進行改編的，該有什麼就有什麼。那是從一開始就決定，也從沒有改變過的初衷。」，並表示：「遊戲中的主要人物和故事主線將全員登場，我們也在維持原作基礎下，擴張世界觀和增加故事細節。大家所熟悉的、以翠華中學為舞台的角色們，也會以更多遊戲外的姿態活躍在電影版中」。
2019年9月，徐漢強表示：「《返校》最終要傳遞的精神就是，真的不要忘記我們現在擁有的這一切，是怎麼來的。因為這一切並不是真的這麼唾手可得，我們現在所認知的自由與生活，其實是經過非常長久的痛苦與掙扎，以及很多人的犧牲所換來的，這絕對是不能忘記的事情。」

## 彩蛋
方芮欣的學號在遊戲中是「5350126」，在劇中被改為「493856」，意思是紀念「臺灣戒嚴於1949年，時間長38年又56天」。魏仲廷的學號「501014」是紀念基隆高中前校長鍾浩東的忌日，身為中國共產黨黨員的鍾浩東組織《光明報》，鼓吹推翻「造成二二八事件的政權」，遭蔣中正政府逮捕並於1950年10月14日槍斃於馬場町。

## 故事原型
返校的故事原型包含許多白色恐怖時期案件，如方芮欣人物原型傅如芝，方芮欣和張明暉的戀情原型傅煒亮案，翠華中學校園令人聯想起的新竹中學社會主義青年大同盟黎子松案，印刷宣傳品的情節原型為省立基隆中學案校長鍾浩東發行的《光明報》事件，宣誓加入讀書會的情節出現在受難者周賢農的口述歷史中。

## 發行
《返校》於2019年9月20日在臺灣上映。《返校》的首支預告片於6月19日發佈。
香港方面，《返校》於12月5日正式上映，11月21日起舉行優先場。《返校》原定於10月17日上映，但在9月20日被發現有關電影檔期資料突然遭刪去，而用作宣傳的臉書專頁「返校 Detention 電影-香港」也一度消失。9月24日，香港官方粉絲頁重新上線，並且宣布《返校》延至12月5日上映，雖然《返校》成功定檔，但未來上映時可能如電影《十年》和紀錄片《消失的檔案》一樣，可能被戲院安排人流較少或在偏遠地區戲院上映。起初《返校》優先場只有6間戲院同意安排映期，正式上映則增至11間戲院。
《返校》在台灣上映前，依然有中國大陸媒體報導《返校》相關新聞；不過當《返校》在台灣正式上映後，《返校》在中國大陸遭到封殺，網路上禁止討論《返校》、片名被禁止刊登。

## 票房
台灣方面，首日票房為新台幣1800萬元；首週三天票房為新台幣6741萬元；9月26日，上映七天全台票房破億（1.07億）；次週票房累計至新台幣1.62億元；10月5日，上映十六天全台票房突破新台幣2億元；第三週票房累計至新台幣2.11億元；第四週票房累計至新台幣2.42億元；最終全台票房為新台幣2.6億元。
香港方面，首日票房為32萬港幣（超過4200人次），連同優先場票房累計至109萬港幣；首週票房累計至270萬港幣；次週票房累計至552萬港幣；第三週票房累計至725萬港幣；第四週票房累計至938萬港幣；2020年1月2日，上映二十九天香港票房破1000萬港幣；最終香港票房為1161萬港幣。
| 上一届： 《天气之子》 | 2019年台北週末票房冠軍 第38–39週 | 下一届： 《小丑》 |

## 獎項及提名
| 類別                 | 頒獎日期       | 名字                     | 獎項                                   | 結果 | 參考          |
| -------------------- | -------------- | ------------------------ | -------------------------------------- | ---- | ------------- |
| 第56屆金馬獎         | 2019年11月23日 | 《返校》                 | 最佳劇情長片                           | 提名 | [ 5 ] [ 46 ]  |
| 第56屆金馬獎         | 2019年11月23日 | 徐漢強                   | 最佳新導演                             | 獲獎 | [ 5 ] [ 46 ]  |
| 第56屆金馬獎         | 2019年11月23日 | 王淨                     | 最佳女主角                             | 提名 | [ 5 ] [ 46 ]  |
| 第56屆金馬獎         | 2019年11月23日 | 曾敬驊                   | 最佳新演員                             | 提名 | [ 5 ] [ 46 ]  |
| 第56屆金馬獎         | 2019年11月23日 | 徐漢強、傅凱羚、簡士耕   | 最佳改編劇本                           | 獲獎 | [ 5 ] [ 46 ]  |
| 第56屆金馬獎         | 2019年11月23日 | 郭憲聰、再現影像         | 最佳視覺效果                           | 獲獎 | [ 5 ] [ 46 ]  |
| 第56屆金馬獎         | 2019年11月23日 | 王誌成                   | 最佳美術設計                           | 獲獎 | [ 5 ] [ 46 ]  |
| 第56屆金馬獎         | 2019年11月23日 | 洪天祥                   | 最佳動作設計                           | 提名 | [ 5 ] [ 46 ]  |
| 第56屆金馬獎         | 2019年11月23日 | 解孟儒                   | 最佳剪輯                               | 提名 | [ 5 ] [ 46 ]  |
| 第56屆金馬獎         | 2019年11月23日 | 曹源峰、簡豐書           | 最佳音效                               | 提名 | [ 5 ] [ 46 ]  |
| 第56屆金馬獎         | 2019年11月23日 | 盧律銘                   | 最佳原創電影音樂                       | 提名 | [ 5 ] [ 46 ]  |
| 第56屆金馬獎         | 2019年11月23日 | 《光明之日》             | 最佳原創電影歌曲                       | 獲獎 | [ 5 ] [ 46 ]  |
| 第40屆Fantasporto    | 2020年3月7日   | 《返校》                 | Special Award - Orient Express Section | 獲獎 | [ 47 ]        |
| 第39屆香港電影金像獎 | 2020年5月6日   | 《返校》                 | 最佳亞洲華語電影                       | 提名 | [ 11 ]        |
| 2020年臺北電影獎     | 2020年7月11日  | 《返校》                 | 百萬首獎                               | 獲獎 | [ 48 ] [ 49 ] |
| 2020年臺北電影獎     | 2020年7月11日  | 《返校》                 | 最佳劇情長片                           | 獲獎 | [ 48 ] [ 49 ] |
| 2020年臺北電影獎     | 2020年7月11日  | 徐漢強                   | 最佳導演                               | 提名 | [ 48 ] [ 49 ] |
| 2020年臺北電影獎     | 2020年7月11日  | 徐漢強、傅凱羚、簡士耕   | 最佳編劇                               | 提名 | [ 48 ] [ 49 ] |
| 2020年臺北電影獎     | 2020年7月11日  | 曾敬驊                   | 最佳男主角                             | 提名 | [ 48 ] [ 49 ] |
| 2020年臺北電影獎     | 2020年7月11日  | 王淨                     | 最佳女主角                             | 獲獎 | [ 48 ] [ 49 ] |
| 2020年臺北電影獎     | 2020年7月11日  | 盧律銘                   | 最佳配樂                               | 提名 | [ 48 ] [ 49 ] |
| 2020年臺北電影獎     | 2020年7月11日  | 周宜賢                   | 最佳攝影                               | 提名 | [ 48 ] [ 49 ] |
| 2020年臺北電影獎     | 2020年7月11日  | 解孟儒                   | 最佳剪輯                               | 提名 | [ 48 ] [ 49 ] |
| 2020年臺北電影獎     | 2020年7月11日  | 王誌成                   | 最佳美術設計                           | 獲獎 | [ 48 ] [ 49 ] |
| 2020年臺北電影獎     | 2020年7月11日  | 施筱柔                   | 最佳造型設計                           | 提名 | [ 48 ] [ 49 ] |
| 2020年臺北電影獎     | 2020年7月11日  | 郭憲聰、再現影像         | 最佳視覺效果                           | 獲獎 | [ 48 ] [ 49 ] |
| 2020年臺北電影獎     | 2020年7月11日  | 曹源峰、簡豐書、湯湘竹   | 最佳聲音設計                           | 獲獎 | [ 48 ] [ 49 ] |
| 2020年臺北電影獎     | 2020年7月11日  | 《返校》                 | 最佳電影行銷獎                         | 獲獎 | [ 48 ] [ 49 ] |
| 第31屆金曲獎         | 2020年10月3日  | 盧律銘《返校》電影原聲帶 | 演奏類最佳專輯製作人獎                 | 提名 |               |
| 第31屆金曲獎         | 2020年10月3日  | 盧律銘《返校》電影原聲帶 | 最佳演奏錄音專輯獎                     | 提名 |               |
| 第14屆亞洲電影大獎   | 2020年10月14日 | 郭憲聰、再現影像         | 最佳視覺效果                           | 獲獎 | [ 50 ]        |
| 第14屆亞洲電影大獎   | 2020年10月14日 | 徐漢強                   | 最佳新導演                             | 提名 | [ 50 ]        |

## 外部連結
- 返校的Facebook專頁
- 返校的Instagram帳戶
- 互联网电影数据库（IMDb）上《返校》的资料（英文）
- 開眼電影網上《返校》的資料（繁體中文）
- Yahoo奇摩電影上《返校》的資料（繁體中文）
- 雅虎香港電影上《返校》的資料（繁體中文）